# Jakobstads centralplan
Il Jakobstads centralplan, conosciuto in finlandese anche con il nome di Pietarsaaren keskuskenttä, è lo stadio multi-uso a Jakobstad dove il Jaro gioca le partite casalinghe.
Contiene 5000 posti a sedere. È stato ristrutturato nel 2003.